# Khäčhog Wangpo
Khäčhog Wangpo (1350–1405) byl tibetský buddhistický meditační mistr a učenec linie Kagjüpy – jedné ze čtyř hlavních škol tibetského buddhismu. Byl druhým šamarpou.

## Život
Čtvrtý karmapa Rolpä Dordže intronizoval Šamarpu Khäčhoga Wangpa v šesti letech. Šamarpa absolvoval klášterní vysvěcení a přísně dodržoval sliby vináji a bódhisattvy, jako tomu bylo i v jeho dřívější inkarnaci. Karmapa mu předal všechny iniciace, včetně zmocnění Velké pečeti, Šest nauk Náropy i drahocenný „přenos šeptaný z ucha do ucha”. Tyto nejhlubší nauky linie Kagjü předává lama zcela důvěrně přímo svému žákovi. Šamarpa studoval také sútry a tantry s mnoha dalšími velkými lamy a siddhy.
Khäčhog Wangpo napsal osm svazků učení dharmy, které představují jeho písemné dědictví.
Poté, co čtvrtý Karmapa Rolpä Dordže vrátil druhému šamarpovi při obřadu červenou korunu, vybavila se mu předpověď, kterou pronesl druhý Karmapa. Karma Pakši předvídal, že budoucí Karmapové se budou manifestovat ve dvou samostatných formách nirmánakáji. Tehdy sdělil šamarpovi: „Ty jsi jedna manifestace, zatímco já jsem druhá. Odpovědnost za udržování kontinuity učení linie Kagjü tedy leží stejnou měrou na tobě i na mně.”[zdroj?] Karmapa poté formálně učinil Šamarpu svým duchovním i světským zástupcem. Když čtvrtý karmapa skonal, šamarpa se stal čestným držitelem nauk Kagjü a později intronizoval pátého karmapu a jakožto jeho hlavní učitel mu předal veškeré hluboké nauky. Jeden z mnoha Šamarpových žáků – Sogwön Rigpä Raldi – se později stal hlavním učitelem šestého Karmapy.